# Charles Leonard
Charles Fredrick Leonard, Jr., född 23 februari 1913 i Fort Snelling, död 18 februari 2006 i Fort Belvoir, var en amerikansk femkampare.
Leonard blev olympisk silvermedaljör i modern femkamp vid sommarspelen 1936 i Berlin.